# Chlorissa sirene
Chlorissa sirene là một loài bướm đêm trong họ Geometridae.